# 김종수 (축구 선수)
김종수(한국 한자: 金鐘洙, 1986년 7월 25일 ~ )는 대한민국의 축구 선수이며 포지션은 수비수다.

## K리그
2009년 K리그 드래프트에 지원하였고 경남 FC의 지명을 받았다. 첫 시즌 리그 16경기에 출전하여 1골을 기록하였다.